# Old Dominion University
De Old Dominion University is een staatsuniversiteit in Norfolk, in de Amerikaanse staat Virginia. Haar naam verwijst naar "The Old Dominion", de bijnaam voor de staat Virginia.

## Geschiedenis
De instelling werd gesticht in 1930 als de Norfolk Division van The College of William & Mary uit Williamsburg. In 1962 werd ze onafhankelijk als Old Dominion College en in 1969 kreeg ze het statuut van universiteit. Tegenwoordig heeft ze ongeveer 24.000 studenten. Ze biedt een brede waaier aan academische opleidingen aan in diverse richtingen: Arts and Letters (literatuur, talen, filosofie, culturele studies), Business and Public Administration (economie, openbaar ambt), Education (leraarsopleiding), Engineering and Technology (ingenieurswetenschappen), Health Sciences (geneeskunde) en Sciences (wetenschappen).

## Sport
De sportploegen van de universiteit heten de Monarchs en Lady Monarchs. Ze komen uit in de Colonial Athletic Association. De basketbalteams van de universiteit spelen hun thuismatchen in het Ted Constant Convocation Center met 8600 plaatsen, gebouwd in 2001. Het damesbasketbalteam Lady Monarchs is driemaal nationaal kampioen geworden.

## Bekende alumni
- Michael J. Bloomfield, astronaut aan boord van de Space Shuttle-missies STS-86, STS-97 en STS-110
- Cal Bowdler, voormalig professioneel basketbalspeler in de NBA
- Tom DiCillo, filmregisseur
- Ann Donovan, basketbalspeelster en later -trainer, leidde het Lady Monarchs team naar het nationaal kampioenschap in het seizoen 1979-80; goudenmedaillewinnaar met het Amerikaanse basketbalteam op de Olympische Spelen van 1984 en 1988
- Chris Gatling, voormalig NBA-speler
- Nancy Lieberman, basketbalspeelster en later -trainer in de WNBA. Won met de Lady Monarchs het nationaal kampioenschap in 1979 en 1980; met het Amerikaanse team een zilveren medaille op de Olympische Spelen van 1976
- Jodi Rell, gouverneur van de staat Connecticut
- Deborah Shelton, actrice en schoonheidskoningin, Miss USA in 1970